# 啟孜峰
啟孜峰（藏語：ཁྱི་རྩེ，威利转写：khyi rtse，THL：Khyitsé，藏语拼音：Kyizi，意為「狗頭」）是中華人民共和國西藏自治区念青唐古拉山脉西段的一座山峰，位於拉萨市当雄县羊八井镇西部，海拔6206米。山區終年積雪，山勢北陡南緩，距西南方的鲁孜峰约1公里。西藏登山队羊八井高山训练基地与世界上海拔最高的地热田位于此二山峰脚下。